# K-POP粉絲
K-POP粉絲，是K-pop的歌迷，K-pop由於簡單易上口的歌詞和洗腦旋律，搭配精心設計的舞蹈，音樂感染力很強，2010年代后通过社交媒体的普及逐漸向世界传播，成為全球風潮。

## 組成
K-POP歌迷絕大多數是青少年和年輕人。外國歌迷為了追隨偶像巡演，經常會出國到韓國看演唱會。 2012年，來自日本超過7,000名歌迷組成旅遊團，飛往首爾與男子組合JYJ會面； 以及2011年JYJ巴塞羅那演唱會期間，來自世界各地的歌迷連夜紮營搶票。
韓國文化和信息服務中心於2011年發表一項調查報告，韓流粉絲俱樂部的活躍成員，估計超過330萬人。

## 應援文化
《華爾街日報》的一篇分析文章指出，K-POP在未來將由忠實歌迷創造更高的持久度，粉絲文化衍生出來的應援活動，已經演變成為一項有利可圖的「微型商業」。
韓團在世界各地都有專屬的粉絲俱樂部，使用團體的名稱集合在一起，以及使用指定的專屬應援色。 例如：東方神起的韓國歌迷稱為「Cassiopeia」、日本歌迷稱為「Bigeast」，應援色是「珍珠紅」；一些更受歡迎的團體會在演唱會，使用有個性化的應援道具，例如：BIGBANG的皇冠形應援棒。
這些歌迷也會以公益慈善的方式，送米及其他物資表示支持，以偶像名益捐贈給有需要的窮人。 據《時代雜誌》報導，在BIGBANG的一場演唱會，全球50個粉絲俱樂部捐贈12.7噸米，韓國有些企業負責提供送米應援的服務，將米從農民收購陳列在演出場館。 粉絲俱樂部的另一種應援方式，是在偶像的排程期間準備大量的食物，送給偶像的後台工作人員食用，服務周圍的人以幫助偶像建立人緣，同樣有韓國餐飲公司專門為此服務。 狂熱歌迷也會在偶像的生日、出道、回歸、巡迴、發表新歌、告別舞台、演出電視劇等特別紀念日，為喜歡的偶像送上祝賀及禮物，同時集資使用巴士、地鐵、報紙、電子屏幕等展出應援廣告，以宣傳及支持其偶像。
另一個獨特之處，是自行製作應援手幅和口號，當偶像團體在發行一首新歌時，會在現場的唱歌停頓進行聲援，穿插著呼叫偶像的名字、副歌部分提供和聲，或者在對應歌詞做出「回答」。

### 相關術語
（中文俗稱為粉絲名、粉絲暱稱、粉絲基地等）

每個不同的粉絲俱樂部都有自己專屬的稱呼，可以增加彼此之間的歸屬感，並且作為與偶像有聯接的暱稱，可以在心理情感的層面，拉近粉絲與偶像之間的距離。

（粉絲為自己喜歡的偶像鼓勵和支持，有各種不同的類型和方式）

- 應援色（응원색），偶像及團體專屬的代表顏色，通常由官方制定。過去的一段時間，經紀公司會避免使用已經被使用過的顏色，但是在2010年代以後，可以使用的顏色逐漸減少，有些團體開始使用重複相似的顏色，或是根本沒有指定官方顏色（可是粉絲仍會私下決定使用），因此引起粉絲俱樂部之間的摩擦，折衷的辦法是使用不同形狀的熒光棒。
- 應援道具（응원도구），粉絲俱樂部或經紀公司官方製作的應援產品。
  - 氣球，1990年代經常使用氣球作為應援色道具，但在2000年代中期以後，逐漸使用專屬造型的熒光棒。
  - 標語牌，寫著不同文字語句的橫幅，可以表達對偶像的愛慕，也可以使用排字的方式。
  - 熒光棒（야광봉），也稱為手燈或應援棒，官方設計的應援產品，可以發出專屬的應援色，使用在演唱會能夠出現海洋般的氣勢。
  - 其他應援道具，包括：雨衣、聲控應援棒、臂章、徽章、手錶、專屬APP等現場應援道具，以及T-Shirt、飾品、抱枕等之類的偶像周邊產品。

- 應援口號（응원법），英語稱為「Fanchants」，是粉絲在偶像唱歌時一起互動的方式，他們會在特定段落呼應口號，而不是無意義的嘶喊。
- 應援物（응원물），粉絲為偶像手作設計和製作的小物件，多數是卡片、明信片、紙袋等之類。

（源自於古時候朝貢體系的詞彙，引伸指粉絲向偶像送上禮物，但是在中文仍然稱為「應援」）

- 食物朝貢（식조공），偶像排定行程期間，在其工作場所送上便當、自助餐、流動餐飲及咖啡車，或是偶像生日時送上蛋糕，可以讓偶像和工作人員一同享用。
- 宣傳朝貢（홍보조공），為了慶祝偶像生日等特別紀念日，在巴士車廂、地鐵燈箱、電子屏幕等公共場所的廣告平台，自資為偶像張貼祝賀廣告。
- 現物朝貢（현물조공），粉絲給偶像送上背包、手錶、消費產品等實用的禮物。
- 逆朝貢（역조공），指的是偶像掉轉給粉絲送上禮物。

（中文的意思是捐助、捐贈，但是在中文仍然多數被稱為「應援」）

粉絲以偶像的名義做出公益慈善活動，包括送米及其他物資、捐血等，促使他們這麼做的部分原因，是因為意識到粉絲送禮經常有些負面名聲，所以採取捐贈方式，向社會大眾傳達一種積極及成熟的印象。 一般是發生在偶像舉辦活動期間，例如：東方神起成員鄭允浩出演《為你點餐》期間，粉絲捐米給其家鄉光州的低收入老人和兒童。

## 流行影響
《請回答1997》是一部於2012年播映的電視劇，以韓國偶像團體H.O.T.與水晶男孩當紅的1990年代末的釜山為背景，講述沉浸在偶像組合的女高中生成詩媛和朋友們的成長日記。
該劇播畢之後，H.O.T.的歌迷開始被外界暱稱為「成詩媛們」。H.O.T.隊長文熙俊看完該劇後，邀請同一世代的隊友Tony An、NRG的千明勳、水晶男孩的殷志源及g.o.d的Danny Ahn，一同出演綜藝節目《20世紀未少年》，企劃節目也獲得熱烈的反響。

## 社會問題

### 送禮文化
流行音樂的粉絲以青少年為主要群體，有些人會為偶像送上昂貴的物品，作為私人的禮物，包括名牌服飾、手錶、鞋子等限量的时尚奢侈品，消費金額可以高達數百萬韓元。
粉絲之間還會彼此攀比競爭，這種超出本身經濟負擔能力的消費模式，引起部分的強烈不滿及爭議，因此有些經紀公司已經禁止旗下的藝人，收取以私人為對象的昂貴禮物。

### 影響安全秩序
有些狂熱粉絲為了近距離接觸偶像，經常會在機場等公共場合，發生推擠和追逐，甚至違規停留在限制區，影響公共安全的秩序，不僅容易發生意外事故，也會造成其他乘客的困擾。 2013年12月23日，BIGBANG歌手勝利在結束演唱會之後，被狂熱粉絲逐車追逐而發生交通意外； 2015年11月2日，EXO成員燦烈在上海被20輛汽車尾隨，並試圖在高速公路進行攔截，幾乎造成嚴重事故。
這類型的粉絲被稱為「腦殘粉」（K-pop stans），是極度痴迷並瘋狂追逐偶像，而失去理智思維的群體。他們經常在網際網路互相爭吵及惡意評論，造成不必要的糾紛；以及發送垃圾郵件及洗版，向社交媒體平台惡意灌水，製造作弊的垃圾流量，並且還會霸佔社會的公共資源。
另一方面，因為版權認知與文化的差異，有些粉絲也會被嚴厲指責，涉及侵犯版權、上傳偽造照片、語言粗魯、亂抛垃圾等無禮行為。

### 私生飯
有些偶像被狂熱迷戀的粉絲進行跟踪，這些粉絲被稱為「私生飯」（Sasaeng fans），源自於韓語的「私人生活」一詞，是指他們已經嚴重侵犯到偶像的隱私，甚至為了引起偶像注意，而做出不理性的極端行為。 他們會刺探偶像的私人住所及電話號碼，24小時就近貼身「保護」偶像。金希澈和張根碩等一眾偶像曾經表示不堪其擾，也有其他粉絲為此打抱不平。
韓國警察公職人員承認，這是獨特且嚴重的社會問題。 政府於2016年2月針對這些問題，推出一項新的法律規定，將跟踪的罰款從8萬韓元，提升至2千萬韓元，並可判處最高兩年監禁。

### 黑粉
黑粉（Anti-fans）是一些反對追星族的群體，或是不喜歡某位特定的藝人，而使用不同的途徑去進行攻擊，常用的方法包括：在網絡社交平台散播謠言及不實內容，刻意製造假消息達到誹謗及誣衊的目的；或是偽裝成歌迷刻意中傷他人，故意在粉絲俱樂部之間製造無謂的爭端；或是採取人身攻擊的方式，直接對偶像進行恐嚇和傷害行為。